# Acacia trinervia
Acacia trinervia é uma espécie de leguminosa do gênero Acacia, pertencente à família Fabaceae.